# Country Girls
Country Girls（カントリー・ガールズ），前稱鄉村少女組。，是一個來自Hello! Project的日本女子組合，1999年成立，已於2019年結束。
2014年2月，多年來一人獨撐組合名頭進行活動里田舞公佈舉辦《鄉村少女組。新成員選秀》，此次新組成的鄉村少女組中，她也依然會成為榮譽成員而存在。
2014年 11月 新生鄉村少女組更名為"鄉村女孩(Country Girls)"宣佈成軍。
新成員是早安家族研修生 稻場愛香與山木梨沙，以及來自早安少女組12期選秀會參加者的小關舞、島村嬉唄、森戶知沙希，加上已宣佈將在明年春天無限期停止活動的Berryz工房中的嗣永桃子將以成員兼教練身份參加，由這6人組成"新生鄉村少女組"。而里田將會以顧問的身份參與本團體。
在2015年6月12日，島村嬉唄因合約關係從Country Girls及早安家族脫退，2016年4月稻場愛香因哮喘休養暫停所有活動，2016年8月4日從Country Girls畢業。

## 成員
全員已於2019年12月26日於團體畢業，Country Girls活動休止。
- 山木梨沙將從早安家族、Country Girls及其兼任的College Cosmos中畢業，並且引退藝能界。
- 森戶知沙希從Country Girls畢業後，以早安少女組。成員的身分繼續活動。
- 小關舞將從早安家族及Country Girls畢業，並且繼續活躍於藝能界。
- 船木結從Country Girls畢業後，將於2020年5月從ANGERME及早安家族畢業並暫停演藝活動。

### 活動休止時的成員
| 姓名       | 平假名記法    | 生日           | 年齡 | 血型 | 出生地 | 代表色 | 備註                     | 移籍後活動團體 |
| ---------- | ------------- | -------------- | ---- | ---- | ------ | ------ | ------------------------ | -------------- |
| 山木梨沙   | やまき りさ   | 1997年10月14日 | 27   | B型  | 東京都 | 萊姆綠 | 原Hello! project研修生   |                |
| 森戶知沙希 | もりと ちさき | 2000年2月19日  | 25   | A型  | 栃木縣 | 橘     | 原・CoCoRo学園的「ちぃ」 | 早安少女組。   |
| 小關舞     | おぜき まい   | 2002年2月10日  | 23   | O型  | 東京都 | 藍     | ジュニアモデル           |                |
| 船木結     | ふなき むすぶ | 2002年5月10日  | 22   | O型  | 大阪府 | 黃     | 原・Hello! project研修生 | ANGERME        |
|            |               |                |      |      |        |        |                          |                |
| 里田舞     | さとだ まい   | 1984年3月29日  | 40   | A型  | 北海道 |        | 顧問                     |                |

### 已離開成員
| 姓名       | 本名     | 出身地   | 生日           | 年齡 | 加入日期      | 畢業或離隊日期      | 備註                                           |
| ---------- | -------- | -------- | -------------- | ---- | ------------- | ------------------- | ---------------------------------------------- |
| 柳原尋美   |          | 千葉縣   | 1979年10月19日 | 19   | 1999年4月27日 | 1999年7月16日(身亡) | 在交通意外中身亡，得年僅19歲。                 |
| 小林梓     |          | 東京都   | 1977年1月30日  | 48   | 1999年4月27日 | 1999年8月23日       | 初代隊長                                       |
| りんね     | 戸田鈴音 | 北海道   | 1981年2月6日   | 44   | 1999年4月27日 | 2002年10月13日      | 二代隊長                                       |
| あさみ     | 木村麻美 | 北海道   | 1984年7月17日  | 40   | 2000年5月     | 2007年7月28日       | 三代隊長                                       |
| みうな     | 斎藤美海 | 静岡県   | 1987年2月12日  | 38   | 2003年4月27日 | 2007年1月28日       |                                                |
| 島村嬉唄   |          | 神奈川県 | 2000年6月24日  | 24   | 2014年11月5日 | 2015年6月12日       |                                                |
| 稲場愛香   |          | 北海道   | 1997年12月27日 | 27   | 2014年11月5日 | 2016年8月4日        | 原・Hello! project研修生，原・PEACEFUL的MANAKA |
| 嗣永桃子   |          | 千葉縣   | 1992年3月6日   | 33   | 2002年6月30日 | 2017年6月30日       | 原Berryz工房、Buono!成員                       |
| 梁川奈奈美 |          | 神奈川縣 | 2002年1月6日   | 23   | 2015年11月5日 | 2019年3月11日       | 原・Hello! project研修生第二十四期             |

## 歷史
1999年
- 3月，U社舉辦鄉村少女組徵選會。鄉村少女組的成立目的是「做為苦於人口稀疏化的鄉鎮，欲創造出讓年輕人也能安心居住的田園環境活動一環」成員會同時兼顧藝能活動和在製作人田中義剛的農場的工作。在徵選會中，除了唱跳訓練，還要下田工作，這次徵選會吸引了1,230人參加。
- 4月27日，小林梓、柳原尋美、戶田鈴音通過鄉村少女組徵選會。鄉村少女組成立。
- 7月16日，成員柳原尋美在交通意外中身亡，得年19歲。

成員剩下2名：小林梓、戶田鈴音
- 7月23日，首張獨立製作單曲「二人の北海道」發行，未能登上oricon單曲榜。

參與成員：小林梓、柳原尋美、戶田鈴音
- 8月23日，隊長小林梓退出鄉村少女組，成員剩下1名：戶田鈴音
- 11月30日，發行第2張獨立製作單曲「雪景色」，未能登上oricon單曲榜。

2000年
- 4月27日，和第3張獨立製作單曲「北海道シャララ」發行，未能登上oricon單曲榜。

參與成員：戶田鈴音
- 5月，第2期成員あさみ加入，戶田鈴音改名為りんね。

成員增至2名：りんね、あさみ
- 7月31日，第4張獨立製作單曲「戀がステキな季節」發行，未能登上oricon單曲榜。這首歌曲是鄉村少女組首次主演的電影「カントリー・ガール北海道牧場物語」的主題曲。

參與成員：りんね、あさみ
2001年
- 4月18日，鄉村少女組和早安少女組的石川梨華首張合作主流單曲「初めてのハッピーバースディ!」發行，登上oricon單曲榜4位、初動89,200，累計142,340。

參與成員：りんね、あさみ、石川梨華(モーニング娘。)
☆ 「カントリー娘。に石川梨華（モーニング娘。）」名義
- 10月17日，鄉村少女組和早安少女組的石川梨華第2張合作主流單曲「戀人は心の応援団」發行，登上oricon單曲榜6位、初動62,960，累計93,070。

參與成員：りんね、あさみ、石川梨華(モーニング娘。)
☆ 「カントリー娘。に石川梨華（モーニング娘。）」名義
- 12月12日，鄉村少女組首張主流專輯「カントリー娘。大全集①」發行，登上oricon專輯榜20位、初動20,620，累計24,850。這次是鄉村少女組首次單獨發行主流音樂作品，也是首次單獨登上oricon榜。

參與成員：りんね、あさみ
2002年
- 1月2日，第3期成員里田舞加入

成員增至3名：りんね、あさみ、里田舞
- 4月17日，鄉村少女組和早安少女組的石川梨華第3張合作主流單曲「色っぽい女〜SEXY BABY〜」發行，登上oricon單曲榜4位、初動36,510，累計57,670。

參與成員：りんね、あさみ、里田舞、石川梨華(モーニング娘。)
☆ 「カントリー娘。に石川梨華（モーニング娘。）」名義
- 10月13日，隊長，也是最後一位1期成員りんね畢業，隊長交給2期成員あさみ。

成員剩下2名：あさみ、里田舞
- 11月13日，鄉村少女組和早安少女組的石川梨華第4張，也是最後一張合作主流單曲「BYE BYE 最後の夜」發行，登上oricon單曲榜8位、初動21,670，累計30,018。

參與成員：あさみ、里田舞、石川梨華(モーニング娘。)
☆ 「カントリー娘。に石川梨華（モーニング娘。）」名義
2003年
- 1月，鄉村少女組的製作人改為淳君。
- 4月27日，第4期成員みうな加入。

成員增至3名：あさみ、里田舞、みうな
- 7月24日

鄉村少女組和早安少女組的紺野朝美和藤本美貴首張合作主流單曲「浮気なハニーパイ」發行，登上oricon單曲榜7位、初動28,138，累計41,324
參與成員：あさみ、里田舞、みうな、紺野朝美（モーニング娘。）、藤本美貴（モーニング娘。）
☆ 「カントリー娘。に紺野と藤本（モーニング娘。）」名義
- 11月12日，

鄉村少女組和早安少女組的紺野あさ美和藤本美貴第2張合作主流單曲「先輩 ～LOVE AGAIN～」發行，登上oricon單曲榜15位、初動16,908，累計22,196
參與成員：あさみ、里田舞、みうな、紺野朝美（モーニング娘。）、藤本美貴（モーニング娘。）
☆ 「カントリー娘。に紺野と藤本（モーニング娘。）」名義
- 11月27日，

鄉村少女組首張音樂影像作品「カントリー娘。シングルVクリップス①」發行
2004年
- 8月4日，鄉村少女組和早安少女組的紺野朝美和藤本美貴第3張，也是最後一張合作主流單曲「シャイニング 愛しき貴方」發行，登上oricon單曲榜13位、初動12,496，累計16,450。

參與成員：あさみ、里田舞、みうな、紺野朝美（モーニング娘。）、藤本美貴（モーニング娘。）
☆ 「カントリー娘。に紺野と藤本（モーニング娘。）」名義
2006年
- 8月23日，鄉村少女組第2張主流專輯「カントリー娘。大全集②」發行，登上oricon專輯榜39位、初動3,746，累計4,512。

參與成員：あさみ、里田舞、みうな
- 9月2日-3日，在東京Shibuya-AX舉行首次單獨LIVE「カントリー娘。LIVE 2006 〜SHIBUYA des DATE〜」（共3場），其後發行fan-club限定DVD。

參與成員：あさみ、里田舞、みうな
- 10月15日，在札幌Sapporo Penny Lane 24舉行LIVE「カントリー娘。LIVE 2006 〜SAPPORO des DATE〜」（共2場）

參與成員：あさみ、里田舞、みうな
- 11月25日，發表第2期成員あさみ和第4期成員みうな將在1月28日的H!P演唱會從鄉村少女組和H!P畢業。

2007年
- 1月28日，第2期成員あさみ和第4期成員みうな從鄉村少女組和H!P畢業。

成員剩下1名：里田舞
- 2007年，本來有計畫招募新成員，但隨著里田舞綜藝節目工作繁忙，計畫終止。

2008年
- 10月12日，鄉村少女組精選專輯「カントリー娘。　メガベスト」發行，登上oricon專輯榜171位、初動1,073，累計1,073。
- 12月31日，里田舞以「羞恥心 with Pabo」成員身份登上紅白舞臺。

2009年
- 3月31日，H!P大改革 里田舞和鄉村少女組從H!P畢業 里田舞繼續是鄉村少女組的唯一成員。

2014年
- 2月11日，里田舞發表カントリー娘。新メンバーオーディション(鄉村少女組。新成員徵選會)。(裡田まい將不會參加團體活動)
- 8月7日，鄉村少女組。新成員徵選會結果發表，無合格者。
- 11月5日，團體名改為Country Girls並重返Hello! Project。

加入5位新人:兩位是原研修生的山木梨沙和稲場愛香，還有早安少女組12期徵選會的參加者森戸知沙希、島村嬉唄、小關舞
同時Berryz工房的嗣永桃子以Playing Manager兼成員身份加入，並在Berryz工房2015年3月3日無限期停止活動後全面投入Country Girls的活動。
里田舞擔任General Manager，不會參加團體活動 (繼續是Hello! Project OG)
Country Girls以6人陣容重新出發
（嗣永桃子、山木梨沙、稲場愛香、森戸知沙希、島村嬉唄、小關舞）
2015年
- 1月，參加Hello!Project 2015冬季演唱會
- 1月24日，major debut發表消息原定1月底以5人陣容(嗣永桃子以外)發行第5張獨立製作單曲「愛おしくってごめんね/戀泥棒」，後來計畫改變單曲將以6人陣容發行。
- 3月25日，發行Country Girls首張主流單曲「惹人疼愛對不起喔 / 戀愛小偷」。這次是Country Girls成立16年來首張單獨主流單曲。登上oricon單曲榜 3位、初動45,032，累計51,579。
- 6月12日，嗣永桃子於Country Girls的blog中宣布島村嬉唄已從Country Girls與Hello! Project退脫，Country Girls之後將以五人姿態活動。
- 11月5日，梁川奈々美、船木結加入Country Girls之後便以七人體制進行活動。

2016年
- 3月9日，以Country Girls名義發行第三張3A單曲「ブギウギLOVE / 恋はマグネット / ランラルン 〜あなたに夢中〜」，亦是梁川奈々美、船木結加入後的首張單曲。
- 4月28日，稲場愛香因哮喘暫時停止所有活動，Country Girls暫時將以六人姿態繼續活動。
- 8月4日，稲場愛香宣布從Counry Girls卒業，Country Girls將以六人姿態繼續活動。
- 11月5日，嗣永桃子宣布於2017年6月30日從Counry Girls卒業。

2017年
- 6月9日，官網公告，今年夏天起Country Girls將以全新體制進行活動，成員森戶知沙希、梁川奈々美、船木結將移籍至早安家族其他團體,進行主要藝能活動且Country Girls的活動更改為兼任。山木梨沙、小關舞則是由於學業關係並不會移籍、主要活動時間為學校休假期間與例行長假。
- 6月26日，官方經由「ハロ!ステ」公佈，從早安家族夏季演唱會開始，森戶知沙希將移籍早安少女組。'17、梁川奈々美將移籍Juice=Juice、船木結將移籍ANGERME。

2018年
- 11月2日，成員梁川奈奈美將於2019年3月從Juice=Juice、Country Girls以及早安家族畢業，畢業後專注於學業。

2019年
- 10月8日，官網公告，Country Girls將於12月26日在「LINE CUBE SHIBUYA」舉辦的演唱會後，停止活動。4名成員都將團體畢業。

## 作品

### 單曲
|                                    | 發行日                 | 單曲                   | 中譯標題                                                | 週間單曲榜             | 累計銷量               | 概要                                                                                               | 所屬專輯               |
| 以「鄉村少女組。」名義             | 以「鄉村少女組。」名義 | 以「鄉村少女組。」名義 | 以「鄉村少女組。」名義                                  | 以「鄉村少女組。」名義 | 以「鄉村少女組。」名義 | 以「鄉村少女組。」名義                                                                             | 以「鄉村少女組。」名義 |
| ---------------------------------- | ---------------------- | ---------------------- | ------------------------------------------------------- | ---------------------- | ---------------------- | -------------------------------------------------------------------------------------------------- | ---------------------- |
| 01st                               | 1999年7月23日          |                        | 兩個人的北海道                                          | -                      | -                      | 出道單曲、柳原尋美、小林梓的最後一張單曲                                                           | 鄉村少女組。大全集①    |
| 02nd                               | 1999年11月30日         |                        | 下雪的景色                                              | -                      | -                      | | 鄉村少女組。大全集①    |
| 03rd                               | 2000年4月23日          |                        | 北海道Shalala                                           | -                      | -                      | | 鄉村少女組。大全集①    |
| 04th                               | 2000年7月23日          |                        | 當愛情是美好的季節                                      | -                      | -                      | 木村麻美加入、電影「鄉村少女 北海道牧場物語」的主題曲                                              | 鄉村少女組。大全集①    |
| 以「鄉村少女組。與石川梨華」名義   |                        |                        |                                                         |                        |                        | |                        |
| 05th                               | 2001年4月18日          |                        | 第一次的生日快樂!                                       | 4                      | 142,340                | 早安少女組。四期成員石川梨華加入                                                                   | 鄉村少女組。大全集①    |
| 06th                               | 2001年10月17日         |                        | 戀人是心靈的應援團                                      | 6                      | 93,070                 | | 鄉村少女組。大全集①    |
| 07th                               | 2002年4月17日          |                        | 性感女孩 〜SEXY BABY〜                                  | 4                      | 55,690                 | 里田舞加入、戸田鈴音的畢業單曲                                                                     | 鄉村少女組。大全集②    |
| 08th                               | 2002年11月23日         |                        | BYE BYE 最後的夜晚                                      | 8                      | 30,018                 | 早安少女組。四期成員石川梨華的最後一張合作主流單曲                                                 | 鄉村少女組。大全集②    |
| 以「鄉村少女組。與紺野和藤本」名義 |                        |                        |                                                         |                        |                        | |                        |
| 09th                               | 2003年7月24日          |                        | 花心的蜜糖餡餅                                          | 7                      | 41,324                 | 齊藤美海、早安少女組。五期成員紺野朝美、六期成員藤本美貴加入                                       | 鄉村少女組。大全集②    |
| 10th                               | 2003年11月12日         |                        | 前輩 ～LOVE AGAIN～                                     | 15                     | 22,196                 | | 鄉村少女組。大全集②    |
| 11th                               | 2004年8月4日           |                        | 閃亮 可愛的你                                           | 13                     | 16,450                 | 木村麻美、齊藤美海的畢業單曲、早安少女組。五期成員紺野朝美、六期成員藤本美貴的最後一張合作主流單曲 | 鄉村少女組。大全集②    |
| 以「Country Girls」名義            |                        |                        |                                                         |                        |                        | |                        |
| 1st                                | 2015年3月25日          |                        | 惹人疼愛對不起喔 / 戀愛小偷                             | 3                      | 51,579                 | 以「Country Girls」名義，重新出道的首張單曲，島村嬉唄的第一張及最後一張單曲                        |                        |
| 2nd                                | 2015年8月5日           |                        | 明明知道對不起喔 / 猶豫不決的夏天                       | 5                      | 36,312                 | |                        |
| 3rd                                | 2016年3月9日           |                        | Boogie Woogie LOVE / 戀愛是磁鐵 / Ranrarun 〜為你瘋狂〜 | 2                      | 44,612                 | 船木結、梁川奈奈美加入、稻場愛香最後一張單曲。                                                     |                        |
| 4th                                | 2016年9月28日          |                        | 不是很在乎 / 淚之點唱                                   | 4                      | 26,984                 | |                        |
| 5th                                | 2017年2月8日           |                        | Good Boy Bad Girl / Peanut Butter Jelly Love            | 5                      | 31,596+                | |                        |

### 專輯
|                        | 發行日                 | 專輯                   | 中譯標題               | 週間專輯榜             | 累計銷量               |
| 以「鄉村少女組。」名義 | 以「鄉村少女組。」名義 | 以「鄉村少女組。」名義 | 以「鄉村少女組。」名義 | 以「鄉村少女組。」名義 | 以「鄉村少女組。」名義 |
| ---------------------- | ---------------------- | ---------------------- | ---------------------- | ---------------------- | ---------------------- |
| 01st                   | 2001年12月12日         |                        | 鄉村少女組。大全集①    | 20                     | 24,850                 |
| 02nd                   | 2006年8月23日          |                        | 鄉村少女組。大全集②    | 39                     | 4,512                  |

### 配信單曲
|   | 配信日         | 標題                                           |
| - | -------------- | ---------------------------------------------- |
| 1 | 2017年8月11日  | 小生意気ガール                                 |
| 2 | 2017年12月24日 | 書いては消しての“I Love You”                   |
| 3 | 2018年8月24日  | 待てないアフターファイブ／傘をさす先輩         |
| 4 | 2019年8月24日  | One Summer Night～真夏の決心～／夏色のパレット |

#### 迷你專輯
|     | 發行日       | 專輯    | 中譯標題 | 週間專輯榜 | 累計銷量 |
| --- | ------------ | ------- | -------- | ---------- | -------- |
| 1st | 2019年3月6日 | Seasons | Seasons  |            |          |

## 外部連結
- UP-FRONT WORKS ディスコグラフィ （页面存档备份，存于）
- つんく♂オフィシャルウェブサイトのコメント （页面存档备份，存于）